# Hamza Yusuf
Hamza Yusuf, né Mark Hanson le 1er janvier 1958 à Walla Walla, est un universitaire américain. Il est actuellement président du Zaytuna College à Berkeley, en Californie, qu'il a cofondé en 1996, premier établissement musulman accrédité aux États-Unis, offrant des programmes de licence et de master. Il a été classé 24e parmi les musulmans les plus influents au monde par The Muslim 500 et pendant près d'une décennie, Hamza Yusuf a été classé consécutivement comme "le savant islamique le plus influent du monde occidental".
Pionnier dans le domaine de l'éducation islamique moderne, Sheikh Hamza Yusuf a créé les programmes Deen Intensives, largement imités. Aux côtés du Shaykh Ibrahim Osi-Afa, il a également lancé le premier programme Rihla en Angleterre. Défenseur de l'apprentissage classique, des arts libéraux traditionnels et de l'éducation fondée sur les grands livres, à la fois dans les traditions occidentales et musulmanes, il a traduit, écrit et coécrit de nombreuses publications, incluant des ouvrages académiques, des articles, ainsi que des études portant sur des questions éthiques contemporaines majeures. Ses ouvrages publiés incluent The Burda (2003), Purification of the Heart (2004), The Content of Character (2004), The Creed of Imam al-Tahawi (2007), Agenda to Change Our Condition (2007), Walk on Water (2010) et The Prayer of the Oppressed (2010).
Il occupe le poste de vice-président du Forum pour la promotion de la paix dans les sociétés musulmanes, basé aux Émirats arabes unis, et est également membre du Conseil suprême des fatwas sous la direction de son mentor, Shaykh Abdallah b. Bayyah, l’un des plus éminents juristes et spécialistes des sciences islamiques au monde. Il est également vice-président du Global Center for Guidance and Renewal. En tant que conseiller, il collabore avec le programme d'études islamiques de l'Université de Stanford et le Centre d'études islamiques de la Graduate Theological Union à Berkeley. Il a été sollicité comme conseiller par de nombreuses organisations, dirigeants et chefs d'État.
Il est devenu connu dans le monde arabe après son programme « Un voyage avec Hamza Yusuf » (Rihla m'a Hamza Yusuf). Il est connu également pour sa dénonciation du terrorisme et de l'extrémisme.

## Biographies
Yusuf est né sous le nom de Mark Hanson à Walla Walla, dans l'État de Washington, de deux parents universitaires travaillant au Whitman College, et il a grandi dans le nord de la Californie dans une famille chrétienne orthodoxe bien que sa mère était plutôt bouddhiste.
À l'age de 17 ans, Hamza Yusuf a survécu à un accident dont, selon la patrouille routière de Californie, il n’aurait pas dû sortir vivant. Il fait alors une expérience de mort imminente, à la suite de laquelle, il s’est interrogé sur ce qu’il y avait après la mort. Il a alors rencontré le Dr Raymond Moody, auteur d’un livre sur la vie après la mort, et s'est intéressé à ce que les différentes religions disent à ce sujet. Il a décidé d’étudier toutes les religions du monde, mais celle qui a le plus résonné avec lui a été l’islam. Il a ensuite écrit un essai sur la mort dans le Coran, publié par Harvard, et s'est converti à l'islam à 18 ans,.
Il a passé plus d'une décennie à apprendre l'arabe et à étudier les sciences islamiques auprès de certains des érudits les plus éminents et respectés du monde musulman. Il a poursuivi ses études dans plusieurs pays, notamment aux Émirats arabes unis, en Arabie saoudite, en Algérie, au Maroc et en Afrique de l'Ouest. En Mauritanie, il a étudié et vécu avec le célèbre érudit polymath Murabit Al-Hajj Ould Fahfu (décédé en 2018). L’anthropologue Zareena Grewal écrit dans son livre Islam is a Foreign Country, que c’est en Mauritanie « qu’il a développé sa relation la plus durable et la plus puissante avec un enseignant, le cheikh “Murabit al-Hajj” Muhammad Fahfu ». Il continue d'étudier auprès de savants et a obtenu plusieurs ijazaat (certifications) dans les sciences islamiques traditionnelles. En 1988, Hanson est retourné aux États-Unis et a commencé à enseigner les études islamiques et à diriger les prières du vendredi dans diverses mosquées. Il a également traduit plusieurs œuvres en prose et en poésie en arabe. En plus de ses études traditionnelles, il a ensuite obtenu un doctorat de l'UC Berkeley/GTU en histoire, avec une spécialisation sur l'histoire intellectuelle de l'Afrique du Nord et de l'Ouest. Il possède également des diplômes de premier cycle en études religieuses, en anglais et en soins infirmiers.
Conférencier populaire, Hamza Yusuf a donné de nombreuses interviews largement visionnées. À travers ses discours et ses programmes d'études intensives de courte durée, tels que le Deen Intensive, le Rihla, et Reviving the Islamic Spirit, il a contribué à renforcer l'orthodoxie sunnite traditionnelle en Occident. Toute une génération de musulmans anglophones, inspirée par son travail, a étudié l'arabe et les sciences islamiques. Bon nombre de ses étudiants sont devenus enseignants à leur tour. Son travail a contribué au développement d'une identité islamique plus confiante et fidèle dans les temps vertigineux du 21e siècle. Avec Eissa Bougary, Yusuf a lancé un défi médiatique au monde arabe qui a donné naissance à un programme culturel et religieux très réussi qu'il a animé pendant trois ans. Ce programme est rapidement devenu l'un des plus regardés dans le monde arabe pendant le Ramadan. Selon Cambridge Media Studies, ce programme a eu une influence profonde sur les émissions religieuses suivantes dans le monde arabe. Il a également été interviewé plusieurs fois par la BBC et a fait l'objet d'un segment documentaire de la BBC intitulé « The Faces of Islam », diffusé le 31 décembre 1999 à 23h30, marquant l'arrivée du nouveau millénaire.
Hamza Yusuf est un personnage charismatique, éloquent, profondément cultivé et doté d'une maîtrise exceptionnelle des sciences islamiques. À travers ses conférences et ses retraites soufies, il a transporté les musulmans américains dans un espace intellectuel où l'identité musulmane pouvait se réconcilier avec les réalités matérielles du monde et a apporté une dimension intellectuelle et spirituelle à la foi de ses auditeurs.
« L’autre impact majeur qu’il a eu aux États-Unis est qu’il a popularisé le soufisme sans tariqa [alignement sur une école particulière]. Cela a rendu le soufisme accessible à un moment où l’islam salafiste était à son apogée dans les mosquées américaines », explique Zareena Grewal, également professeure associée d’études américaines et d’études religieuses à l’Université de Yale.
Il est membre du Conseil suprême des fatwas des Émirats arabes unis et vice-président du Forum pour la promotion de la paix dans les sociétés musulmanes, basé aux Émirats. Il est également membre du conseil d'administration du Classical Learning Test et de l'Acton Institute. Au cours de diverses crises, il a été sollicité pour conseiller des responsables de plusieurs gouvernements, ce qui lui a valu des critiques de certaines franges de la communauté musulmane. Hanson a été membre du C-100 du Forum économique mondial sous la direction de Lord Carey, l'archevêque de Canterbury. De plus, il a servi en tant que commissaire fédéral des États-Unis pour les droits de l'homme. Il a également participé à l'initiative Ethics in Action des Nations Unies, du Vatican et de Religions for Peace.